# ام‌دیک
اِم‌دیک (به انگلیسی: MDic) یک واژه‌نامه آزاد برای سیستم‌عامل گنو/لینوکس است. این واژه‌نامه تحت اجازه‌نامه جی‌پی‌ال نسخهٔ ۳ گسترش پیدا می‌کند.